# Giovanni Bottino Barzizza
Giovanni Bottino Barzizza (Vercelli, 9 giugno 1879 – Milano, 19 gennaio 1924) è stato un matematico e astronomo italiano.

## Biografia
Laureatosi in matematica a Torino nel 1903, frequentò successivamente l'Osservatorio di Torino.

In seguito si trasferì a Milano, dove dal 1904 lavorò in qualità di assistente all'Osservatorio astronomico di Brera, dove si occupò di geodesia e, con Giovanni Forni, dei servizi meteorologici dell'osservatorio.
La sua attività di studioso si concentrò in particolar modo sull'analisi delle eclissi e sulle stelle.

## Opere
- Semplici formole e considerazioni sopra il nascere e il tramontare del Sole per le montagne, in "Rivista di Astronomia e Scienze Affini", 1908, n. 12
- Semplici considerazioni e formole sul nascere del Sole per le montagne, ibidem, 1909, n. 7 e 9
- Su una formola pel nascere del Sole per le montagne ed un'applicazione relativa alla luna, ibidem, 1911, n. 11
- Sull'eclisse centrale di Sole del 17 aprile 1912, ibidem, 1912, n. 1
- Come si pesano i corpi celesti, ibidem, 1912, n. 4
- Gnomonica. L'orologio solare a tempo vero, Hoepli Ed., Milano, 1917